# Jerome Lane
Jerome William Lane (Akron, Ohio, 4 de diciembre de 1966)  es un exjugador de baloncesto estadounidense que jugó cinco temporadas en la NBA, además de hacerlo en la  Liga ACB y en la CBA. Con 1,98 metros de altura, lo hacía en la posición de ala-pívot.

## Trayectoria deportiva

### Universidad
Tras participar en 1985, en su época de high school en el prestigioso McDonald's All American, jugó durante tres temporadas con los Panthers de la Universidad de Pittsburgh, en las que promedió 13,1 puntos y 10,4 rebotes por partido. Fue incluido en el mejor quinteto de la Big East Conference en 1987 y en el segundo mejor al año siguiente. Fue incluido además en el segundo quinteto All-American en 1988 y en el tercero en el 1987.
Consiguió en 1987 224 rebotes y una media de 14,0 en partidos de la Big East, ambos récords actuales de la conferencia. Obtuvo además 26 dobles-dobles en la misma temporada, la decimocuarta mejor marca de toda la NCAA y la segunda de la historia de la conferencia, únicamente detrás de Derrick Coleman.

### Selección nacional
En 1987 fue convocado por la selección de Estados Unidos para disputar los Juegos Panamericanos que se celebraron en Indianápolis, en la que consiguieron la medalla de plata.

### Profesional
Fue elegido en la vigésimo tercera posición del Draft de la NBA de 1988 por Denver Nuggets, con los que firmó un contrato multianual a razón de 200.000 dólares en su primera temporada. Allí jugó tres temporadas y media, en las cuales, a pesar de salir de titular en muchos de los partidos, sus minutos de juego no pasaron de los 20 por encuentro. Su mejor campaña la realizó la temporada 1990-91, en la que promedió 7,5 puntos y 9,3 rebotes por partido, acabando como sexto máximo reboteador ofensivo de la liga.
Poco después de comenzar la temporada 1991-92 fue cortado por su equipo, firmando ese año varios contratos de 10 días con Indiana Pacers y Milwaukee Bucks, acabando la temporada reforzando al Oximesa Granada de la Liga ACB en su lucha por los play-offs. al año siguiente regresa a la NBA para jugar 21 partidos con Cleveland Cavaliers antes de irse a jugar a la CBA, donde estuvo dos temporadas en tres equipos diferentes.
En 1995 regresó a la ACB, jugando dos temporadas en el Fórum Filatélico Valladolid, y posteriormente en el Cantabria Lobos, donde batió el récord de rebotes en una temporada de la liga, con 14,6 por partido, lo que unido a sus anteriores temporadas en España hicieron que fuera considerado el mejor reboteador que ha pasado por la liga española. Acabó su carrera profesional jugando dos temporadas con los Idaho Stampede de la CBA.

## Estadísticas de su carrera en la NBA

### Temporada regular
| Año     | Equipo    | PJ  | PT | MPP  | %TC   | %3P  | %TL  | RPP | APP | ROB | TPP | PPP |
| ------- | --------- | --- | -- | ---- | ----- | ---- | ---- | --- | --- | --- | --- | --- |
| 1988–89 | Denver    | 54  | 1  | 10.2 | .426  | .000 | .384 | 3.7 | 1.1 | 0.4 | 0.1 | 4.8 |
| 1989–90 | Denver    | 67  | 46 | 14.3 | .469  | .000 | .367 | 5.4 | 1.6 | 0.8 | 0.3 | 5.0 |
| 1990–91 | Denver    | 62  | 25 | 22.3 | .438  | .250 | .411 | 9.3 | 2.0 | 0.8 | 0.2 | 7.5 |
| 1991–92 | Denver    | 9   | 5  | 15.7 | .250  | .000 | .421 | 4.9 | 1.4 | 0.2 | 0.1 | 3.1 |
| 1991–92 | Indiana   | 3   | 0  | 10.0 | .600  | .000 | .000 | 6.0 | 1.3 | 0.0 | 0.0 | 2.0 |
| 1991–92 | Milwaukee | 2   | 0  | 3.0  | 1.000 | .000 | .500 | 2.0 | 0.0 | 0.0 | 0.0 | 1.5 |
| 1992–93 | Cleveland | 21  | 2  | 7.1  | .500  | .000 | .250 | 2.5 | 0.8 | 0.6 | 0.1 | 2.8 |
| Total'  | Total'    | 218 | 79 | 14.7 | .441  | .063 | .379 | 5.8 | 1.5 | 0.6 | 0.2 | 5.3 |

### Playoffs
| Año     | Equipo | PJ | PT | MPP  | %TC  | %3P  | %TL   | RPP | APP | ROB | TPP | PPP |
| ------- | ------ | -- | -- | ---- | ---- | ---- | ----- | --- | --- | --- | --- | --- |
| 1988–89 | Denver | 2  | 0  | 10.5 | .286 | .000 | 1.000 | 3.0 | 1.0 | 0.0 | 0.0 | 3.0 |
| 1989–90 | Denver | 2  | 2  | 7.0  | .000 | .000 | .500  | 0.5 | 1.0 | 0.0 | 0.0 | 0.5 |
| Total   | Total  | 4  | 2  | 8.8  | .200 | .000 | .750  | 1.8 | 1.0 | 0.0 | 0.0 | 1.8 |